# Loi 9 du beach soccer
La loi 9 du beach soccer fait partie des lois régissant le beach soccer, maintenues par l'International Football Association Board (IFAB). La loi 9 se rapporte au ballon en et hors jeu.

## Règlement actuel

### Ballon hors du jeu
Le ballon est hors du jeu quand il franchit entièrement la ligne de but ou la ligne de touche, que ce soit à terre ou en l’air. Lorsque le jeu a été arrêté par les arbitres le ballon n'est pas considéré comme jouable.

### Ballon en jeu
Le ballon est en jeu dans toutes les autres situations, y compris quand :
- il se trouve à l’intérieur des limites du terrain de jeu après avoir touché un montant de but ou la barre transversale ou le drapeau de coin ;
- il rebondit sur l’un des arbitres se trouvant sur le terrain de jeu ;
- il est en l’air au moment du coup d’envoi, sous réserve que ce dernier ait été effectué correctement.